# Chrysobraya
Chrysobraya é um género botânico pertencente à família Brassicaceae.